# Nils Haagensen
Nils Haagensen et un producteur gérant de la société de production HVH et aussi un acteur , français d'origine norvégienne né le 9 mars 1984 à Marseille.

## Biographie
Nils Haagensen grandit à Marseille, ville dans laquelle il effectue sa scolarité.
Il découvre en lui une passion pour le théâtre lorsqu'il se retrouve animateur pour jeunes. Âgé de seize ans, il obtient son BAFA.
En 2005 il s’installe à Paris et décide de s’inscrire aux Cours Florent pour se former à l’art de la scène. Il passe aussi par l’Établissement EICAR.
Très vite il est retenu pour interpréter le rôle de Pierre dans la série Heidi . Il enchaîne avec le rôle de Jeremy, le mari endetté de Patricia, dans Plus Belle la Vie, Nils fait des apparitions dans plusieurs autres projets. (rôle dans R.I.S et tourne dans Pas de Secret entre nous...)
En 2009 il joue dans la saison 3 de Foudre il interprète Sam.
Depuis 2011 il gère la société de production HVH entre Paris, Marseille et Miami avec ses associés Rodolphe Hessmann et Boris Vassallo.
En 2013, il a participé au Festival Paris TV à l'occasion de la 3e, 4e et 5e saison de la série Foudre avec les acteurs David Tournay et Joséphine Jobert.

## Filmographie

### Télévision
- 2007 : Heidi : Pierre
- 2007 : Une Minute Chrono Virgin 17, real Matthieu Valluet :  James Dean
- 2008 : Plus belle la vie : Jérémy Roussel (saison 4)
- 2008 : Pas de secrets entre nous : Benji
- 2008 :  Comprendre et pardonner 1 épisode M6 : Arthur
- 2008 :  RIS police scientifique -  Réalisation Alain Choquart TF1 :  Benoit Darlieux
- 2009 : La Fille au fond du verre à saké, épisode 1 Réalisation Emmanuel Sapolsky CANAL+ : Kevin
- 2009 : Foudre, réalise par Stéphane Meunier : Sam
- 2010 : L'été où tout a basculé : Laurent

### Cinéma
- 2012 : Elles, film réalisé par Małgorzata Szumowska
- 2014 : Casse de Nadège Trebal

### Publicités
- 2013 : Peugeot RCZ l'homme.
- 2012 : Orangina Miss O : L'homme qui se fait plaquer par sa copine
- 2011: Paco Rabanne lady million
- 2010 Nintendo Mario Bros Power tennis
- 2009 Pulco Agrume le bouliste.